# Sphex erythrinus
Sphex erythrinus là một loài côn trùng cánh màng trong họ Sphecidae, thuộc chi Sphex. Loài này được Guiglia miêu tả khoa học đầu tiên năm 1939.